# Leilani Sarelle
Leilani Sarelle Figalan (Contea di Valencia, 28 settembre 1966) è un'attrice statunitense.
Ha iniziato la sua carriera nel 1985 ed è principalmente nota per il ruolo di Roxy in Basic Instinct. Continuò a recitare fino al 1995 per poi prendersi una pausa di dieci anni. È tornata perciò a recitare nel 2005.
È stata sposata dal 1991 al 2003 con l'attore Miguel Ferrer, da cui ha avuto due figli: Lucas (1993) e Rafael (1996). Ha anche un'altra figlia, Sarah Rita, dalla relazione con Amal Guessous.
È sorella di Meilani Paul.

## Filmografia parziale

### Cinema
- Neon Maniacs, regia di Joseph Mangine (1986)
- Giorni di tuono (Days of Thunder), regia di Tony Scott (1990)
- Basic Instinct, regia di Paul Verhoeven (1992)
- Tutti conoscono Roberta (Little Sister), regia di Jimmy Zeilinger (1992)

### Televisione
- Beautiful - soap opera, 3 episodi (1990)
- Sleeper Cell - serie TV, episodio 1x05 (2005)
- The Unit - serie TV, episodio 4x18 (2009)
- The Mentalist - serie TV, episodio 3x01 (2010)
- Femme Fatales - Sesso e crimini (Femme Fatales) - serie TV, episodio 16x25 (2012)
- Glee - serie TV, episodio 3x15 (2012)

## Doppiatrici italiane
Nelle versioni in italiano delle opere in cui ha recitato, Leilani Sarelle è stata doppiata da:
- Mavi Felli in Basic Instinct
- Pinella Dragani in The Mentalist
- Chiara Colizzi in Basic Instinct (ridoppiaggio)